# Gioacchino Paparelli
Gioacchino Paparelli (Sessa Aurunca, 6 aprile 1914 – Cava de' Tirreni, 27 luglio 2000) è stato un italianista e critico letterario italiano.

## Biografia
Nato a Cescheto di Sessa Aurunca il 6 Aprile del 1914 da Alfonso ed Emilia Andreoli, trascorse la sua giovinezza impegnato negli studi al Liceo Ginnasio di Caserta e nella militanza nella squadra di calcio U.S. Sessana, in cui giocava anche suo fratello Ugo. Conseguita la maturità classica, si iscrisse alla Facoltà di Lettere dell'Università di Napoli, dove fu allievo di maestri del calibro di Giuseppe Toffanin. Nel 1935 conseguì la laurea in Lettere con la tesi “I limiti teoretici del Romanticismo italiano”, e nell'anno successivo vinse il concorso alla cattedra di lettere italiane, latine e greche e alla cattedra di storia e geografia nei ginnasi inferiori e superiori. Dal 1937 insegnò sia negli istituti magistrali che nei licei classici e prese in moglie Armida d'Ari, insegnante di applicazione tecnica alle scuole medie, da cui ebbe tre figlie: Emilia, Adriana e Marina. Nel 1940 fu arruolato come Sottotenente di complemento e assegnato per il servizio di prima nomina al 62º Reggimento di Fanteria motorizzata, combattendo fra il giugno e luglio sulla frontiera alpina occidentale. Qualche mese dopo, venne dichiarato non idoneo al servizio militare per gravi problemi di salute, e congedato nel 1941. Nel 1944 venne incaricato Preside del Liceo “Agostino Nifo” di Sessa Aurunca fino al 1946, quando chiese il trasferimento al Liceo classico statale Antonio Genovesi di Napoli.
Nel 1949 conseguì la libera docenza in letteratura italiana; ternato nel concorso a cattedra di Filologia dantesca bandito dall'Università di Firenze, nel novembre dell'anno successivo fu nominato professore incaricato di storia della grammatica e della lingua italiana presso l'Istituto di Magistero di Salerno e docente di letteratura italiana presso l'Università di Napoli, dove insegnò fino al 1953, anno in cui, dopo una forte crisi personale, fu inviato dal Ministero degli Affari Esteri quale lettore di lingua e letteratura italiana presso l'Università Ebraica di Gerusalemme. Dopo due anni si trasferì a Buenos Aires, dove fu preside del liceo italiano, mentre nel 1959 venne inviato a Bogotà quale direttore dell'Istituto Italiano di Cultura con funzioni di addetto culturale dell'ambasciata.  Ritornato in Italia, nel 1960 gli fu assegnata la presidenza dapprima del Liceo di Agropoli, poi di Nocera Inferiore e di Napoli; nel 1961 ebbe il premio ministeriale dell'Accademia dei Lincei per le scienze filologiche, critica letteraria e artistica, che lo collocò fra gli studiosi di riferimento per l'Umanesimo e il Rinascimento. Nel 1962 fu proclamato commissario governativo presso l'Istituto San Gabriele di Roma. Nello stesso periodo riprese gli incarichi anche all'Università di Napoli e all'Ateneo salernitano, dove, nel 1968 venne nominato professore straordinario di lingua e letteratura italiana, cui si aggiunsero le cattedre di letteratura umanistica e filologia dantesca. Dal 1969 fu impegnato anche come direttore della Biblioteca, direttore dell'Istituto di letteratura italiana ed infine prorettore dell'Università degli studi di Salerno. Per la complessità e varietà dei suoi impegni, beneamato dagli alunni e dai colleghi, diventò ordinario nel 1972, dopo una notevole relazione dell'ordinariato a cura del professore Sanguineti, da cui emerge il fervore dell'attività didattica di Paparelli, la stima dei docenti internazionali e il seguito appassionato degli studenti che assiduamente frequentavano le sue lezioni. Gli anni Settanta furono centrali per la sua vita accademica: fra l'altro, nel 1971 fondò con un gruppo di giovani e promettenti allievi la rivista Misure Critiche e nel 1974 la collana Riscontri, edita dai fratelli Conte in Napoli. Un'altra collana di profili, saggi e testi fondata da Paparelli nel 1991, è "Civiltà Letteraria Italiana", presso l'Edisud di Salerno. Proprio in questa collana, nel 1992, pubblicò la terza edizione ampliata, l'ultima ne varietur, del libro sull'autore a lui più caro, che considerava il suo alter ego: "Storia della 'lirica' foscoliana".
Fra il 1977 e 1978 collaborò con Il Mattino di Napoli; nei suoi interventi affrontò gli argomenti più disparati: dalla poesia contemporanea ai movimenti d'avanguardia, dall'estetica a Foscolo e Quasimodo, dal romanzo popolare alla letteratura sportiva.
Nel 1982 cominciò a collaborare con l'Istituto pareggiato di magistero “Suor Orsola Benincasa” di Napoli, accettando una supplenza alla cattedra di lingua e letteratura italiana. Gli venne conferita la medaglia d'oro ai benemeriti della scuola, della cultura e dell'arte il 2 giugno 1984. Due anni dopo fu collocato fuori ruolo e nel 1989 a riposo. 
Morì il 27 luglio 2000, in una piccola casa di riposo a Cava dei Tirreni.

## Biblioteca personale

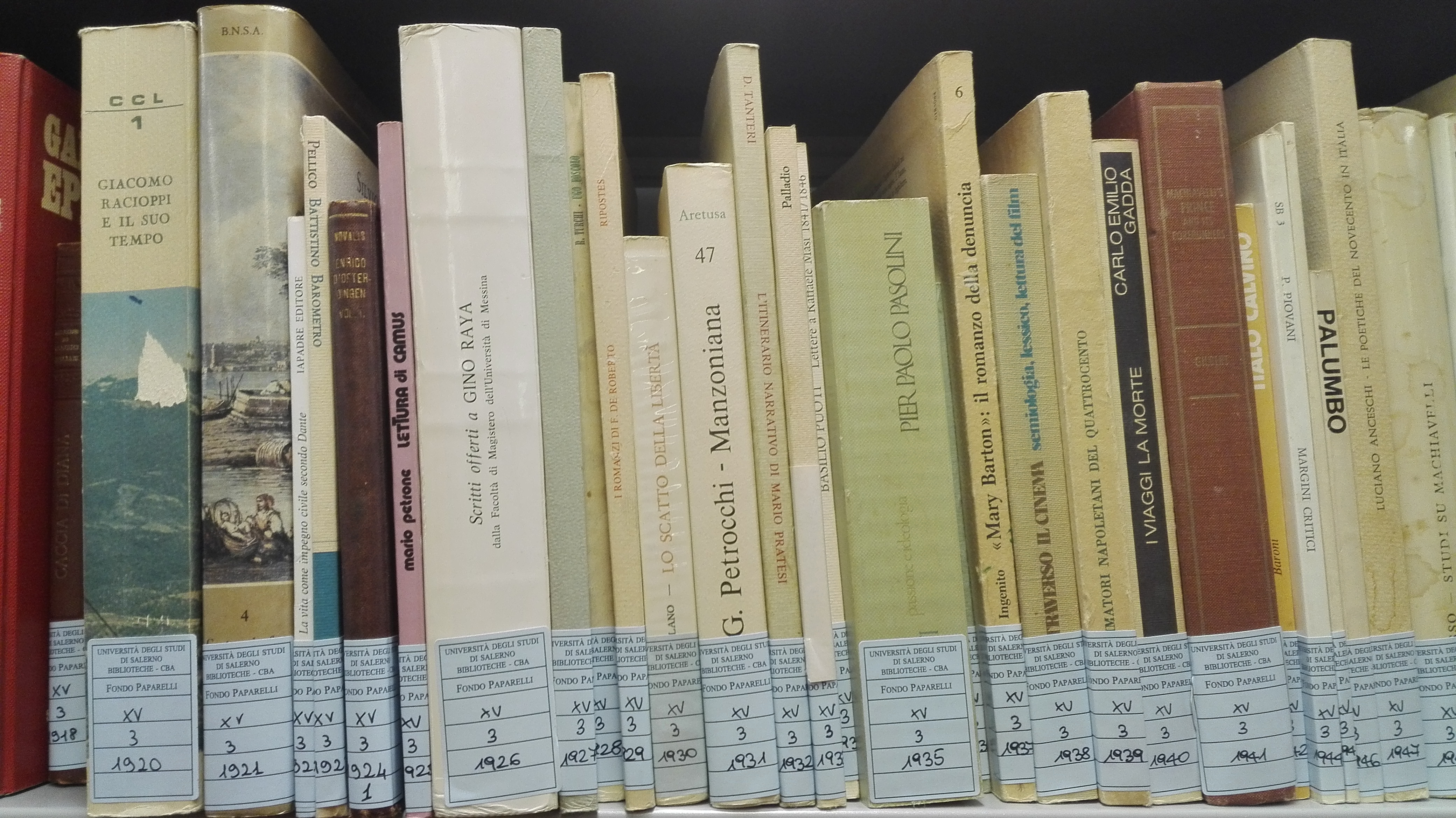
Particolare del Fondo Paparelli, conservato presso la Biblioteca E.R. Caianiello dell'Università di Salerno

La biblioteca privata del professor Paparelli è giunta nel Biblioteca centrale Eduardo Renato Caianiello dell'Università di Salerno alla fine degli anni Novanta, per interessamento del professore Sebastiano Martelli, il quale, nel 2016 ha donato all'istituzione anche un prezioso carteggio fra Paparelli e il poeta Quasimodo.  L'insieme si può definire una biblioteca d’autore, poiché, anche se mutila, è una raccolta di testi e testimonianze accorpata in maniera funzionale alla propria attività da un soggetto significativo per la comunità culturale, i cui documenti sono legati da un vincolo che la caratterizza in quanto insieme e tali da restituire sia il profilo del soggetto produttore che momenti della nostra storia culturale. 
Il fondo bibliografico consta di più di duemilacinquecento titoli e centinaia di estratti ed opuscoli che riflettono gli interessi di ricerca del critico, i quali spaziano dalla filologia dantesca agli studi umanistico-rinascimentali, dalla letteratura ottocentesca fino ai <<voli d'aquila>> ermeneutici dei poeti a lui contemporanei; Dante, Ariosto, Quasimodo, Croce, Manzoni, Foscolo, Enea Silvio Piccolomini, Neruda sono i nomi che ricorrono con frequenza in questa collezione libraria. Non mancano testi che confermano il suo interesse per la narrativa di genere e la poesia giapponese, alla letteratura sportiva e alla poesia dialettale, il tutto a testimoniare la pluralità d'interessi di una personalità autentica dai tratti antiaccademici, spesso autoironica e improntata al rispetto della libertà di pensiero.

## Pubblicazioni
Monografie
- Tra Umanesimo e Riforma, Napoli, Libreria Scientifica Editrice, 1946.
- L'Umanesimo sul soglio di Pietro, Bari, Laterza, 1950; nuova edizione, Ravenna, Longo, 1978.
- Dante fra latino e volgare, Salerno, Editrice "Hyppocratica", 1951.
- Carducci e il Novecento. Introduzione allo studio della lingua poetica contemporanea, Napoli, Istituto Editoriale del Mezzogiorno, 1953.
- Feritas, Humanitas, Divinitas. Le componenti dell'Umanesimo, Messina-Firenze, D'Anna, 1960; nuova ediz. Feritas, Humanitas, Divinitas. L'essenza umanistica del Rinascimento, Napoli, Guida, 1973; rist., Salerno, Edisud, 1993.
- Paolo Beni e l'Anticrusca, Napoli, Liguori, 1964.
- Questioni dantesche, Napoli, Libreria Scientifica Editrice, 1966.
- Introduzione all'Umanesimo, Napoli, Libreria Scientifica Editrice, 1970.
- Problemi di filologia dantesca, Salerno, Edizioni Beta, 1970.
- Antologia della critica dantesca (in collaborazione con T. Pisanti), Milano, Signorelli, 1970.
- La letteratura italiana. Orientamenti critici (in collaborazione con T. Pisanti), Milano,, Signorelli, 1970.
- Storia della lirica foscoliana, Napoli, Libreria Scientifica Editrice, 1971.
- Da Dante al Seicento, Salerno, Beta, 1971.
- Callimaco Esperiente (Filippo Buonaccorsi), Salerno, Beta, 1971.
- Dante e il suo secolo, Salerno, Beta, 1971, pp. 5–92.
- Humanitas e poesia. Studi sulla letteratura italiana dell'Ottocento e del Novecento, Napoli, Libreria Scientifica Editrice, 1973.
- Il canto XII del Paradiso e altri studi su Dante, Napoli, Libreria Scientifica Editrice, 1973.
- Critica e filologia, Napoli, Società editrice napoletana, 1974.
- Ideologia e poesia di Dante, Firenze, Olschki, 1975.
- Poesia e critica, Salerno, Cooperativa Universitaria editrice, 1976.
- Storia della "lirica" foscoliana, II ed. riveduta e ampliata, Napoli, Società editrice napoletana, 1976.
- Callimaco Esperiente (Filippo Buonaccorsi), II ed., Roma, Edizioni Nuova Società, 1977.
- Cultura e poesia, Napoli, De Simone, 1977.
- Da Ariosto a Quasimodo, Napoli, Società Editrice Napoletana, 1978, II ed., Salerno, Edisud, 1994.
- Leonardo umanista e altri saggi, Napoli, De Simone, 1979.
- Umanesimo critico, Napoli, De Simone, 1981.
- Machiavelli e l'Umanesimo, Napoli, De Simone, 1982.
- Carducci e il Novecento, III ed., Napoli, De Simone, 1982.

Monografie in collaborazione e a cura di
- L'Umanesimo e l'idea di Roma, edito a cura del R. Liceo-Ginnasio "A. Nifo" di Sessa Aurunca, Santa Maria Capua Vetere, per i Tipi di Francesco Feola e Figli, 1943.
- E. S. PICCOLOMINI (PIO II), Le miserie della vita di corte, prima traduzione italiana, con introduzione e note di G. Paparelli, Lanciano, Carabba, 1943; II ediz. Salerno, Beta, 1970.
- Antologia foscoliana, Napoli, Conte, 1946.
- E. S. PICCOLOMINI (PIO II). La Germania, a cura di G. Paparelli, Firenze, Fumi, 1949.
- Ugo Foscolo, I La vita, II L'Opera, in Corso di preparazione ai concorsi magistrali, Napoli, Conte, 1950, pp. 29–74.
- Antologia foscoliana, seconda edizione riveduta, Milano-Messina, Principato, 1957.
- Il canto XIX del Purgatorio, in Lectura Dantis Scaligera, Firenze, Le Monnier, 1964, pp. 5–70.
- Prefazione a A. CAPUTI, Anche i morti vedono il sole (poesie), Napoli, Morano, 1964.
- Ugo Foscolo, Lezioni di Letteratura italiana raccolte da Carlo Chirico, Salerno, Edizioni Hermes, 1965.
- Ugo Foscolo. I Sepolcri, Lezioni di Letteratura italiana raccolte da Carlo Chirico, Pompei, I.P.S.I., 1966.
- Antologia foscoliana, Milano-Messina, Principato, 1968.
- Ugo Foscolo fra il 1803 e il 1806, Lezioni di Letteratura Italiana, anno accademico 1968-69, Napoli, Libreria Scientifica Editrice, 1969.
- Il canto I del Purgatorio, in Purgatorio. Letture degli anni 1976-1979, Casa di Dante, Roma, Editore Bonacci, 1970, pp. 9–41.
- Il canto XIX del Purgatorio, in Nuove letture dantesche, Firenze, Le Monnier, 1970, pp. 267–308.
- Problemi di filologia dantesca, Corso di lezioni anno acc. 1969-70, Salerno, Edizioni Beta, 1970.
- R. DA VERONA, Giunta all' "Orlando innamorato", a cura di G. Paparelli, Salerno, Beta, 1971.
- D. CARAFA, Dello optimo cortesano, introd., testo e note a cura di G. Paparelli, Salerno, Beta, 1971.
- Una probabile fonte dell'Ariosto, in Saggi. di Letteratura Italiana in onore di Gaetano Trombatore, Milano, Cisalpino-Goliardica, 1973, pp. 343–356.
- C. CHIRICO — G. PAPARELLI, Preliminari allo studio della letteratura italiana, Salerno, Libreria internazionale, 1973.
- L. ARIOSTO, Orlando Furioso, 2 voll., a cura di G. Paparelli, Milano, Rizzoli, 1974; III ed. 2000.
- Piccolomini Enea Silvio, in Dizionario critico della letteratura ítaliana,Torino, UTET, 1974 (ad vocem).
- Storia della letteratura italiana, vol. I, a cura di G. Paparelli e C. Scibilia, Napoli, Conte, 1976; vol. II, a cura di G. Paparelli e S. Di Zenzo, ivi, 1978; vol. III, a cura di G. Paparelli e L. Reina, ivi, 1978.
- Humanitas e poesia del Pascoli, in Letteratura e critica. Studi in onore di Natalino Sapegno, vol. IV, Roma, Bulzoni, 1977, pp. 605–620.
- Note sulla fortuna del Boccaccio a Napoli nel periodo aragonese, in Il Boccaccio nelle culture e letterature nazionali, Firenze, Olschki, 1978, pp. 547–561.
- G. PAPARELLI, C. SCIBILIA, Letteratura italiana del Novecento, Napoli, Conte, 1978.
- A. GRANESE, G. PAPARELLI, Storia e metodologie della critica letteraria, Napoli, Conte, 1978.
- Reinterpretazione di Francesca, in Letture classensi, Ravenna, Longo, 1979, vol. VII, pp. 27–50.
- Il canto I del Purgatorio, in Purgatorio. Letture degli anni 1976-79, Roma, Bonacci, 1979, pp. 9–41.
- Due modi opposti di leggere Dante: Petrarca e Boccaccio, in Giovanni Boccaccio editore e interprete di Dante, Firenze, Olschki, 1979, pp. 73–90.
- A. CARDILLO, G. PAPARELLI, Introduzione allo studio della letteratura italiana, Napoli, De Simone, 1979.
- Gatto giornalista sportivo, in Stratigrafia di un poeta:Alfonso Gatto, a cura di P. Borraro e E D'Episcopo, Galatina, Congedo, 1980, pp. 245–251.
- Callimachi Experientis (Philippi Bonaccorsi) Carmina, a cura di Francesco Sica; con introduzione di Gioacchino Paparelli, Napoli, Conte, 1981.
- G. PAPARELLI, C. SCIBILIA, S. DI ZENZO, L. REINA, Storia della letteratura italiana (volume unico), Napoli, Conte, 1981.
- A. GRANESE, G. PAPARELLI, Teorie e metodi della critica letteraria, Napoli, Conte, 1982.
- A. CARDILLO, G. PAPARELLI, Propedeutica all'esame di italiano, Napoli, De Simone, 1982.

Atti di convegni
- "Galeotto fu il libro e chi lo scrisse". Interpretazione di Francesca, Conferenza letta presso la Società Dante Alighieri di Gerusalemme (Israele) il 12 maggio 1954, Napoli, Conte, 1954.
- "Il passero solitario" del Leopardi e "La passera solitaria" di Ambrogio Viale, in Atti del I Convegno internazionale di studi leopardiani (Recanati, 13-16 settembre 1962), Firenze, Olschki, 1964, pp. 459–469.
- Dante e Vico, in Dante e l'Italia Meridionale, Atti del II Congresso Nazionale di Studi Danteschi, Firenze, Olschki, 1966, pp. 377–387.
- Enea Silvio Piccolomini, in Enea Silvio Piccolomini, Atti del Convegno storico piccolominiano (Ancona, 9 maggio 1965), Deputazione di Storia Patria per le Marche, Atti e Memorie, serie III, vol. IV, fasc. II (1964-1965), Ancona, 1967, pp. 11–28.
- II "De curialium miseriis", in Enea Silvio Piccolomini, Atti del Convegno per il quinto centenario della morte e altri scritti raccolti da Domenico Maffei, Varese, Multa Paucis, 1968, pp. 213–219.
- Dante e il Trecento, in Dante nel pensiero e nella esegesi dei secoli XIV e XV, Atti del III Congresso Nazionale di Studi Danteschi (Melfi, 27 settembre-2 ottobre 1970), Firenze, Olschki, 1975, pp. 31–70.
- Pubblico e poesia dell'"Orlando Furioso", in Ludovico Ariosto, Atti del Convegno Internazionale (Roma 27 settembre-5 ottobre 1974), Roma, Accademia Nazionale dei Lincei, 1975, pp. 119–127.
- Un'epigrafe per Quasimodo, in Salvatore Quasimodo, Atti del Convegno di studi (Siracusa-Modica 26-28 ottobre 1973), a cura di P. M. Sipala ed E. Scuderi, Catania, Tringale, 1975, pp. 21–53.
- Francesco Lomonaco e í suoi rapporti con Ugo Foscolo, in Francesco Lomonaco un giacobino del Sud, Atti del II Convegno Nazionale di Storiografia Lucana, a cura di P. Borraro, Galatina, Congedo, 1976, pp. 23–47.
- Manzoni e l'idea di uomo superiore, in Manzoni scrittore europeo, Atti del Congresso Internazionale di Studi Manzoniani (Salerno, 27 aprile-1º maggio 1974), a cura di P. Borraro, Salerno, Grafica Jannone, 1976, pp. 3–15.
- Prefazione a Masuccio novelliere salernitano dell'età aragonese, Atti del Convegno di studi, Galatina, Congedo, 1978, pp. 7–11.
- Foscolo e Quasimodo, in Foscolo e la cultura meridionale, Atti del Convegno Foscoliano (Napoli, 29-30 marzo 1979), a cura di M. Santoro, Napoli, Società editrice napoletana, 1980, pp. 282–286.
- Francesco Saverio Salfi : un calabrese per l'Europa, in Francesco Saverio Salfi, un calabrese per l'Europa : atti del Convegno di Cosenza, 23-24 febbraio 1980, a cura di P.A. De Lisio, Napoli, Società editrice napoletana, 1981, pp. 15–17.

Articoli di riviste
- Interpretazione de "I Sepolcri", «Rassegna Italiana politica letteraria e artistica», a. XXV, vol. LVII, fasc. CCXCIII, ottobre 1942, pp. 421–424.
- Il Cinquecento nella nostra storia letteraria, «Rassegna Italiana politica letteraria e artistica», a. XXVI, vol. LVIII, fasc. CCXCVIII, marzo 1943, pp. 110–115.
- Il "De curialium miseriis" di Enea Silvio Piccolomini e il "Misaulus" dí Ulrico Von Hutten, «Italica», vol. XXIV, n. 2, 1947, pp. 125–133.
- La Germania di E. S. Piccolomini, «Italica», vol. XXV, n. 3,1948, pp. 202–216.
- La lirica giapponese, «Quadrante Italico», a. II, n. 2, febbraio 1950; ivi, a. II, nn. 3-4, marzo-aprile 1950; ivi, a. II, n. 5, maggio 1950.
- "Shalom!" Va bene per l'israeliano, all'arabo attento a non ripeterlo, «Il Mattino d'Italia», 29 gennaio 1954.
- Sulle rovine del tempio di Salomone Bibbia e Corano ín un groviglio di simboli. In fondo stanno i monti della Transgiordania, azzurro e viola come in uno sgargiante technicolor, «Il Mattino d'Italia», 30 gennaio 1954.
- La data dí nascita di Giambattista Della Porta, «Vita Italiana», Rivista del Centro di Studi Italiani di Buenos Aires, n. 3, ottobre 1955.
- Giambattista Della Porta. I) Della Taumatologia II) Liber Medicus, «Storia delle scienze mediche e naturali», XLVII, 1, gennaio-giugno 1956, pp. 1–47.
- La data di nascita di Giambattista Della Porta, «Filologia Romanza», a. III, fasc. I, n. 9, 1956, pp. 87–89.
- Eneas Silvio Piccolomini y sus poemas de amor, in Estudios Italianos en la Argentina, Centro Italiano di Studi in Argentina, Buenos Aires, 1956, pp. 283–290.
- Il sorriso dell'Ariosto nel canto I del Furioso, «Vita Italiana», a.V. n. 44, aprile 1956, pp. 5–9.
- Fictio. La definizione dantesca della poesia, «Filologia Romanza», vol.VII, fasc. 3-4, 1960, pp. 3–85.
- "Humanítas" e poesia di Quasimodo, «Letterature moderne», a. XI, n. 6, novembre-dicembre 1961, pp. 719–748.
- Quasimodo e la critica, «Il Baretti», a. II, n. 7, gennaio-febbraio 1961, pp. 75–92.
- Poesia e poetica di Quasimodo, «Il Baretti», a. II, n. 9-10, maggio-agosto 1961, pp. 134–139.
- Noterella dantesca (Il Purgatorio: Dante e San Tommaso), «Quaderni italiani di Buenos Aires», Rivista dell'Istituto Italiano di Cultura, vol. I, a. I-II, 1961, pp. 320–324.
- Cortesia, nobilitas, humanitas, in Scripta Hierosolymitana. Studies in Western Literature, vol. X, Jerusalem At the Magnes Press, The Hebrew University, 1962, pp. 9–19.
- La composizione dell'Antijovio e la data di nascita di Gonzalo Jimenez de Quesada, «Giornale italiano di filologia», a. XVII, n. 2, maggio 1964, pp. 107–116.
- Enea Silvio Piccolomini poeta d'amore, «Aelicon», a. IV, nn. 1-4, gennaio-dicembre, 1964, pp. 253–260.
- Il "Paradiso", «Cultura e scuola», n. 13-14, gennaio-giugno 1965, pp. 391–405.
- Virtù e fortuna nel Medioevo nel Rinascimento e in Machiavelli, «Cultura e scuola», nn. 33-34, gennaio-giugno 1970, pp. 76–89.
- Introduzione al "Furioso", «Nuova Antologia», n. 2046, giugno 1971, pp. 172–195.
- Editoriale, «Misure Critiche», a. I, n. 1-2, ottobre-gennaio 1971-1972, pp. 1–7.
- Risposta a Sklowskij, «Misure Critiche», a.V, nn. 16-17, luglio-dicembre 1975, pp. 63–64.
- Due risposte: I, Aquilecchia; II, Fubiní, «Misure Critiche», a. VI, nn. 20-21, luglio-dicembre 1976, pp. 109–117.
- L'umanesimo cristiano di Dante e il canto I del "Purgatorio", «Misure Critiche», a. VII, 25, ottobre-dicembre 1977, pp. 5–39.
- La Napoli dell'Ottocento fra giornalismo e letteratura. Sfoghi privati della Belle époque, «Il Mattino», 15 aprile 1977.
- Come Foscolo compose i Sepolcri, «Il Mattino», 11 agosto 1977.
- Con la riscoperta del romanzo d'appendice. Revival di Mastriani, «Il Mattino», 10 settembre 1977.
- A colpo omicida, «Il Mattino», 4 novembre 1977.
- Fin de siècle e belle époque, «Il Mattino», 28 dicembre 1977.
- Foscolo poeta mediterraneo. L'incompreso, «Il Mattino», 5 febbraio 1978.
- La parola e il tempo. Anatomia di Dessì, «Il Mattino», 29 marzo 1978.
- Proposta di rinnovamento totale dell'uomo e della società. Surrealismo e dominio dell'inconscio, «Il Mattino», 8 aprile 1978.
- Croce e Torraca, «Misure Critiche», a. IX, nn. 31-32, aprile-settembre 1979, pp. 103–105.
- I "Sepolcri" e l'idea foscoliana di lirica, «Misure Critiche», a. XIV, nn. 52-53, luglio-dicembre 1984, pp. 23–29.
- Un trattato sulla nobiltà attribuito ad Agostino Nifo, «Misure Critiche», a. XVIII, nn. 68-69, luglio-dicembre 1988, pp. 29–32.

Materiale minore (dispense, etc.)
- L'Umanesimo di Dante, Dispense del corso di Letteratura Umanistica, Istituto Universitario di Magistero, Salerno, anno accademico 1966-67, Napoli, Libreria Scientifica Editrice, 1967.
- Appunti su Ludovico Ariosto, Pompei, I.P.S.I., 1968 (dispensa).
- Vita di Ugo Foscolo, Napoli, Libreria Scientifica Editrice, 1969 (dispensa).
- Introduzione all'Umanesimo, Corso di lezioni anno acc. 1973-74, Università degli Studi di Salerno (Facoltà di Magistero-Cattedre di Lingua e Letteratura Italiana e Letteratura Umanistica), 1974.
- Poetica e poesia del Novecento, Salerno, Centro Stampa dell'Università, 1976 (dispensa).